# The Beatles Information Center
The Beatles Information Center är en ideell svensk intresseförening om The Beatles och deras musik. 

## Bildandet
The Beatles Information Center grundades sommaren 1973 av Artillio Bergholtz och Hans Nyhlén. Föreningens syfte är svenskspråkigt informationsutbyte och kunskapsförmedling om bandets musik.

## Beatles Nytt
I oktober 1973 kom första numret av föreningens egenproducerade publikation Beatles Nytt ut, och under de första 15 åren gav föreningen ut sex nummer per år. Under 1990-talet avtog utgivningstakten som delvis tog form av ett eller flera dubbelnummer, och sommaren 1998 gjorde föreningen ett utgivningsuppehåll på drygt ett år.

## Beatlesträffar
De första åren höll föreningsbildarna kontakt med medlemmarna endast genom Beatles Nytt och besvarandet av brevfrågor. År 1976 höll föreningen sin första Beatlesträff, vilka hölls årligen ett tjugotal år, sedan mer sporadiskt. Under årens lopp har föreningen varit ansvarig för två större samlingsträffar. Dels 1987 då det hölls en tredagars Beatlesfestival på restaurang Karlsson i Stockholm, dels 1997 då föreningen var med och arrangerade ett tvådagars Beatleskonvent i Göteborg, i samarbete med beatlestributegruppen Lenny Pane, numera Pepperland.

## Skivutgivningar
Förutom Beatlesträffar och publicering av Beatles Nytt har föreningen under årens lopp fått möjlighet att återutge diverse unika skivor till försäljning åt medlemmarna. Den första skivan som föreningen fick tillstånd att ge ut var Lennon–McCartneys ”One And One Is Two” framförd av The Strangers with Mike Shannon på skivmärket Buttercup med ett unikt skivkonvolut. Under årens lopp har det blivit ett 10-tal skivutgivningar i The Beatles Information Centers regi. 
Föreningen gjorde även en större satsning 1993 i samband med firandet av 30-årsjubileet av The Beatles första besök i Sverige. Då hölls en Beatlesträff på friluftsmuseet Skansen i Stockholm, där det också visades en utställning av Beatlesföremål från olika samlare. I samband med denna utställning gav föreningen också ut ett specialarbete kallat ”Beatles i Sverige”, en 100-sidig publikation om the Beatles besök i Sverige 1963 och 1964 .